# Thomas Phillipps
Sir Thomas Phillipps, 1 ª Baronete (2 de julho de 1792 - 6 de fevereiro de 1872) foi um antiquário inglês e colecionador de livros que acumulou a maior coleção de manuscritos do século XIX. Ele era filho ilegítimo de um fabricante têxtil e herdou uma propriedade substancial, que gastou quase inteiramente em manuscritos de pergaminho e, quando sem fundos, tomou grandes empréstimos para comprar manuscritos, colocando assim sua família em dívidas profundas. Phillipps registrou em um catálogo antigo que sua coleção foi instigada pela leitura de vários relatos sobre a destruição de manuscritos valiosos. Tal era sua devoção que ele adquiriu cerca de 40 000 livros impressos e 60 000 manuscritos, sem dúvida a maior coleção que um único indivíduo já criou, e cunhou o termo "vellomaníaco" para descrever sua obsessão, que é mais comumente denominada bibliomania.

## A Coleção

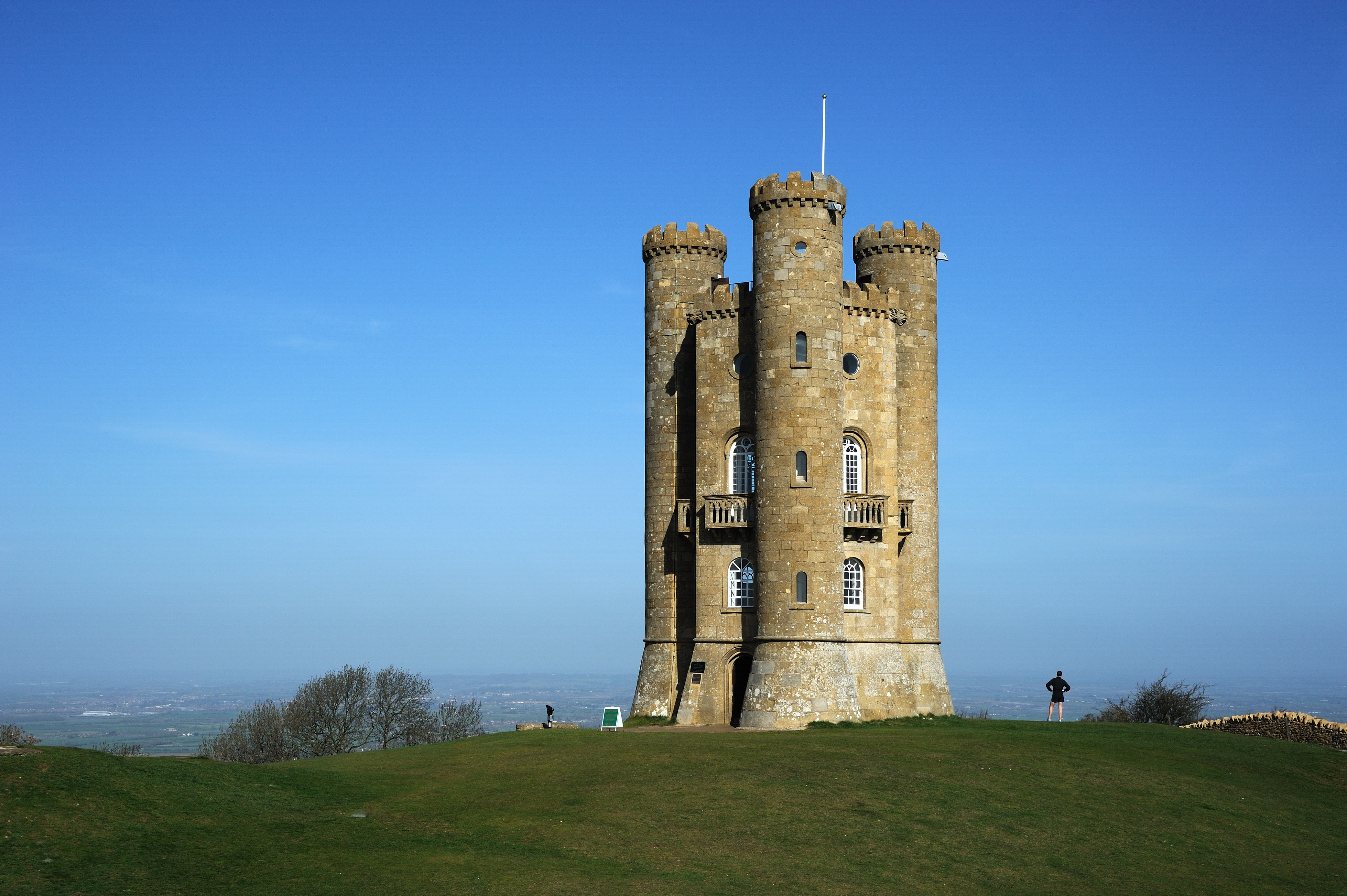
Torre da Broadway, Worcestershire. A casa da Middle Hill Press de Phillipps

Em 1808, quando Phillipps tinha 16 anos, ele já possuía 112 livros (principalmente chapbooks góticos). Mais tarde na vida, ele disse ter dito que queria possuir um de cada livro do mundo.  Philipps começou a colecionar a sério ainda na escola Rugby, e seu catálogo de manuscritos de 1811, agora no Grolier Club, mostra uma virada em sua coleção a partir de 1808. Ele continuou comprando livros quando foi para o University College, Oxford e formou-se em 1815. Em 1820, foi eleito Fellow of the Royal Society.

A. N. L. Munby observa que, "[Phillipps] gastava talvez entre duzentas mil e um quarto de milhão de libras [,] no total quatro ou cinco mil libras por ano, enquanto as adesões chegavam a uma taxa de quarenta ou cinquenta por semana". Phillipps entrava nas livrarias e comprava todo o estoque; ele receberia catálogos de revendedores e compraria todas as listas; seus agentes compraram lotes inteiros de livros em leilão, superando seu rival, o Museu Britânico. Sua sede no campo, Middle Hill, perto da Broadway, Worcestershire, cedeu dezesseis dos vinte quartos para os livros. Depois que Sir Frederic Madden, o guardião dos manuscritos do Museu Britânico, visitou a casa, ele escreveu em seu diário:
A casa parece mais miserável e dilapidada cada vez que a visito, e não há um quarto agora que não esteja cheio de grandes caixas cheias de documentos e manuscritos. O estado das coisas é realmente inconcebível. Lady P está ausente e, se eu estivesse no lugar dela, jamais voltaria a uma morada tão miserável. . . . Cada quarto está cheio de pilhas de papéis, documentos, manuscritos, livros, cartas, pacotes e outras coisas, amontoados sob seus pés, empilhados sobre mesas, camas, cadeiras, escadas, etc. e em cada cômodo, pilhas de enormes caixas, até o teto, contendo os volumes mais valiosos! É bastante repugnante... As janelas da casa nunca são abertas, e o ar confinado e o cheiro do papel, documentos e manuscritos é quase insuportável.

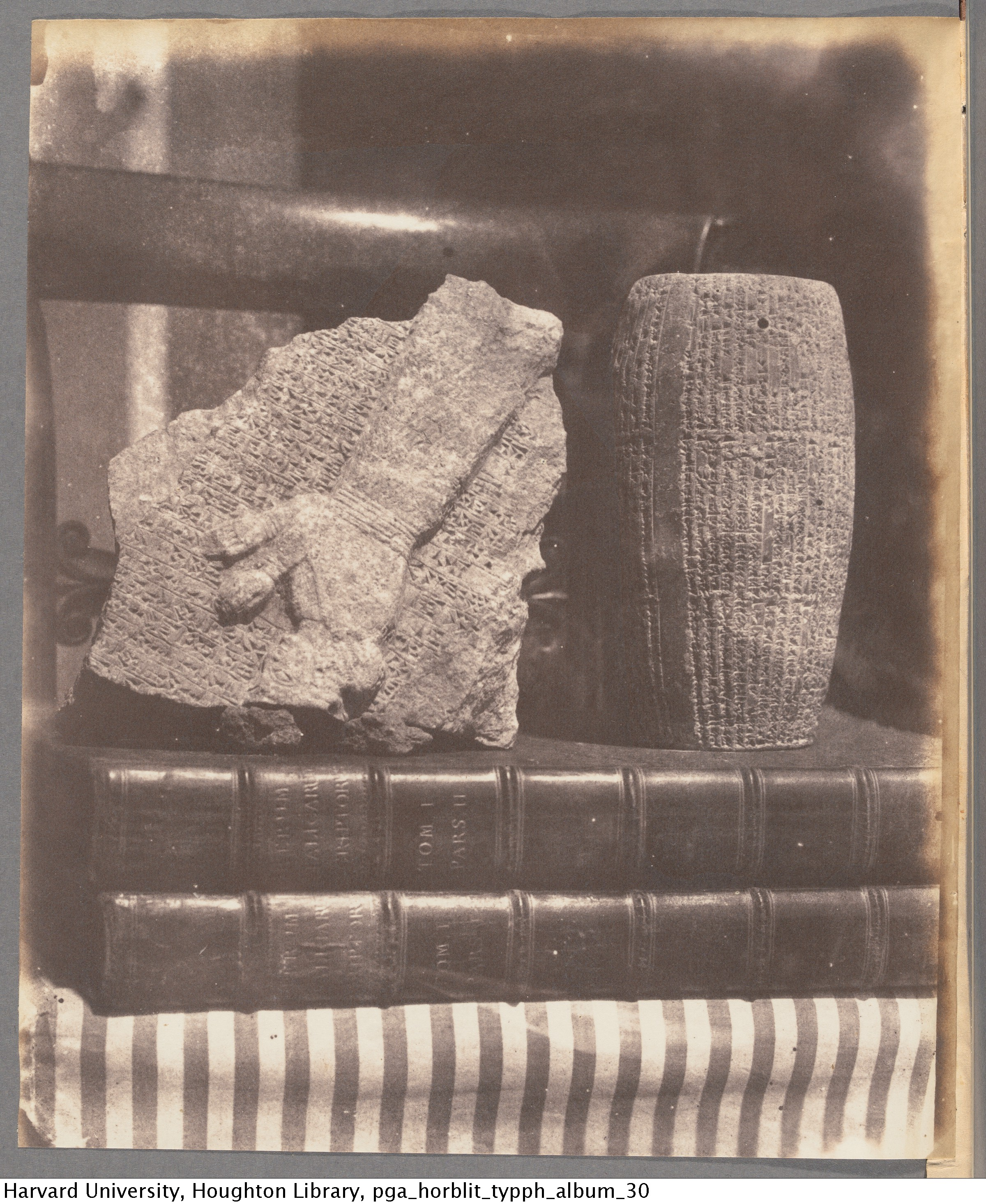
Natureza morta com artefatos babilônicos antigos em livros, impressão em papel salgado, 1853, de Amelia Elizabeth Guppy

Em 1850, em uma reunião da Cambrian Archaeological Society (Cymdeithas Hynafiaethau Cymru), Phillips anunciou que estava tentando localizar sua grande coleção em um local no País de Gales. Ele contratou uma parente distante por casamento, Amelia Elizabeth Guppy, para fotografar parte de sua coleção em 1853, incluindo artefatos da Babilônia e Utrecht.
Em 1863, Phillipps começou a mover a coleção porque temia que seu genro, James Orchard Halliwell, ganhasse a propriedade dela quando a filha afastada de Phillipps herdasse Middle Hill. Halliwell era aparentemente um ladrão de livros (Phillips acusou Halliwell de roubar sua cópia de Hamlet de 1603, que ele vendeu ao Museu Britânico menos a página de título contendo o selo do livro de Phillipps) e também um destruidor de outros livros antigos valiosos, cortando páginas para colar eles em seu álbum de recortes.  Pelo menos 105 vagões carregados, cada um puxado por dois cavalos e acompanhados por um ou dois homens, foram usados para mover a coleção para Thirlestaine House em Cheltenham durante um período de oito meses, deixando Middle Hill em ruínas. O proprietário anterior da Thirlestaine House era John Rushout, 2º Barão de Northwick , cuja importante coleção de arte foi vendida em 1859 depois que ele morreu sem testamento. Existem, portanto, numerosos MSS denominados "Codex Middlehillianus", "Cheltenham Codex" ou "Codex Cheltenhamensis"".